# Schizonycha collarti
Schizonycha collarti är en skalbaggsart som beskrevs av Louis Burgeon 1946. Schizonycha collarti ingår i släktet Schizonycha och familjen Melolonthidae. Inga underarter finns listade i Catalogue of Life.